# Bom Jesus da Serra
Bom Jesus da Serra – miasto i gmina w Brazylii, w stanie Bahia. Znajduje się w mezoregionie Centro-Sul Baiano i mikroregionie Vitória da Conquista.